# 17 апреля
17 апреля — 107-й день года (108-й в високосные годы) по григорианскому календарю.
До конца года остаётся 258 дней.
До 15 октября 1582 года — 17 апреля по юлианскому календарю, с 15 октября 1582 года — 17 апреля по григорианскому календарю.
В XX и XXI веках соответствует 4 апреля по юлианскому календарю.

## Праздники и памятные дни
См. также: Категория:Праздники 17 апреля

### Международные
- Всемирный день гемофилии.
- Всемирный день мальбека.

### Национальные
- Американское Самоа — День флага[2].
- Казахстан — День противопожарной службы[3].
- Куба — День победы над контрреволюцией (с 1961 года).
- Россия — День ветеранов ОВД и ВВ МВД России (с 2011 года)
- Сирия — День Независимости (с 1946 года). Национальный праздник — День эвакуации иностранных войск[4].
- День поэзии хайку[5][неавторитетный источник][уточнить].

### Религиозные

#### Католические
- Память святой Катери Текаквиты;
- память Папы Римского Аникета.

#### Православные[6]
- Память преподобного Иосифа песнописца (883);
- память преподобного Георгия, иже в Малеи (IX);
- память преподобного Иосифа Многоболезненного, Печерского, в Дальних пещерах (XIV);
- память преподобного Зосимы Ворбозомского (ок. 1550);
- память Зосимы Палестинского (ок. 560);
- память мучениц Фервуфы девы, сестры и рабыни её (341—343)[7];
- память преподобномучеников Вениамина (Кононова), архимандрита, и Никифора (Кучина), иеромонаха (1928);
- память священномученика Николая (Караулова), епископа Вельского, преподобномученицы Марии (Леляновой), монахини (1932);
- память священномученика Иоанна Вечорко, пресвитера (1933);
- память мученика Иоанна Колесникова (1943);
- память преподобного Иакова Галичского (ок. XV—XVI)[8];
- празднование иконы Божией Матери «Геронтисса».

### Именины
- Католические: Аникет/Аницет, Екатерина.
- Православные: Адриан, Амвросий, Вениамин, Георгий, Зосима, Иван, Иосиф, Каллиник, Мария, Никита, Никифор, Николай, Пафнутий, Феодор, Феона, Фервуфа, Фома, Яков.

## События
См. также: Категория:События 17 апреля

### До XIX века
- 1492 — Христофор Колумб подписал контракт с Испанией с обязательством открыть новый путь в Индию.
- 1555 — Козимо I после 15-месячной осады взял Сиену и присоединил её к Тоскане.
- 1607 — 21-летний Арман Жан Дю Плесси Де Ришельё посвящён в духовный сан епископа.
- 1610 — английский исследователь Генри Гудзон отправился в плавание, в котором он открыл Гудзонов залив.
- 1722 — Пётр I ввёл в Российской империи подать на ношение бороды в размере 50 рублей в год.
- 1797 — в России издано «Учреждение об императорской фамилии», установившее порядок наследования престола.

### XIX век
- 1824 — подписание Русско-американской конвенции об определении границы русских владений в Северной Америке.
- 1831 — Польское восстание: битва под Вроновом.
- 1839 — после распада федерации республик Центральной Америки образовалось государство Гватемала.
- 1856 — город Квебек провозглашён столицей Канады.
- 1861 — штат Вирджиния принял решение отделиться от США.
- 1869 — Фридрих Ницше освобождается от прусского подданства. Отныне и впредь он лишён всякого гражданства.
- 1875 — полковник британских войск в Индии Невилл Чемберлен придумал бильярдную игру снукер (по одной из версий).
- 1877 — Лев Толстой закончил роман «Анна Каренина».
- 1895 — японо-китайская война завершается заключением Симоносекского договора.

### XX век
- 1912 — трагические события на Ленских приисках.
- 1913 — Густав Хэмел[англ.] (англ. Gustav Hamel) осуществляет первый беспосадочный полёт на аэроплане между Англией и Германией на военном моноплане «Блерио XI». Расстояние от Дувра до Кёльна он преодолевает за 4 часа 18 минут.
- 1918 — первое собрание Цеха живописцев святого Луки — группы учеников художника Д. Н. Кардовского.
- 1919 — закон о введении 8-часового рабочего дня во Франции.
- 1923 — открытие XII съезда РКП(б) (завершился 25 апреля).
- 1924 — образована голливудская киностудия Metro-Goldwyn-Mayer.
- 1941
  - Начало битвы при Амба-Алаге в Эфиопии.
  - Подписание акта о капитуляции югославской армии во время Второй мировой войны.
- 1942 — французский генерал Анри Жиро бежал из Саксонской Бастилии.
- 1945
  - Вторая мировая война: итальянский город Монтезе освобождён от немецких войск.
  - Основана Австрийская народная партия.
- 1946 — признание Францией независимости Сирии и вывод последних солдат.
- 1956 — роспуск Информационного бюро коммунистических и рабочих партий.
- 1961 — высадка кубинских иммигрантов на побережье залива Кочинос с целью свержения режима Фиделя Кастро.
- 1964 — начало выпуска компанией Ford Motor Company автомобиля Ford Mustang.
- 1967 — учреждён Орден Канады.
- 1968 — в СССР впервые вышла в эфир телепрограмма «В мире животных», которую тогда вёл Александр Згуриди.
- 1969
  - Александр Дубчек смещён с поста первого секретаря ЦК Компартии Чехословакии.
  - Возраст, с которого человек имеет право участвовать в голосовании в Великобритании, уменьшен с 21 до 18 лет.
- 1970 — Пол Маккартни издал первый сольный альбом McCartney.
- 1975 — в ходе гражданской войны в Камбодже красные кхмеры захватили столицу страны город Пномпень.
- 1980 — Южная Родезия сменила название на Зимбабве.
- 1982 — английская королева Елизавета II провозгласила Канаду полностью независимой, признав новый Конституционный акт Канады.
- 1984 — в Лондоне во время антиливийской демонстрации внезапным обстрелом смертельно ранена констебль Ивонн Флетчер[9].
- 1986 — принято постановление ЦК КПСС «Об основных направлениях ускорения решения жилищной проблемы в стране», согласно которому каждая семья должна была иметь отдельную квартиру или дом к 2000 году.
- 1989 — легализация польского независимого профсоюза «Солидарность».
- 1992 — VI Съезд народных депутатов РФ по предложению Ельцина закрепил за Россией два официальных названия — «Российская Федерация» и «Россия».
- 2000 — начало вещания общероссийского телеканала «Детский проект».

### XXI век
- 2005 — состоялся референдум по объединению Красноярского края с Таймыром и Эвенкией.
- 2011 — на телеканале HBO состоялась премьера сериала «Игра престолов».
- 2013 — взрыв на заводе удобрений в городе Уэст в штате Техас, 15 погибших.
- 2018 — происшествие с Boeing 737 у Бернвилла: у самолёта компании Southwest Airlines разрушился двигатель, повредив фюзеляж и вызвав разгерметизацию. Пилоты смогли совершить аварийную посадку в аэропорту Филадельфии. Из 149 человек, находившихся на борту, погиб 1, ещё 8 получили незначительные травмы.
- 2021 — похороны принца Филиппа, герцога Эдинбургского.
- 2022 — наводнения в провинции Квазулу-Натал, ЮАР унесли жизни более 400 человек к этому дню.
- 2024 — вторжение России на Украину: ракетный удар России по Чернигову, 18 погибших, 78 раненых.

## Родились
См. также: Категория:Родившиеся 17 апреля

### До XIX века
- 1573 — Максимилиан I (ум. 1651), герцог, курфюрст Баварии (с 1648), активный деятель католической реакции в Германии.
- 1586 — Джон Форд (ум. 1639), английский драматург.
- 1598 — Джованни Баттиста Риччоли (ум. 1671), итальянский астроном и теолог, один из первых составителей карты Луны.
- 1745 — Семён Щедрин (ум. 1804), русский живописец-пейзажист, академик.

### XIX век
- 1812 — Анатолий Демидов (ум. 1870), русский и французский меценат, путешественник, предприниматель.
- 1814 — Йосиф Панчич (ум. 1888), сербский ботаник, врач, первый президент Сербской королевской академии наук.
- 1817
  - Войтех Глинка (псевд. Франтишек Правда; ум. 1904), чешский католический священник и писатель.
  - Арчибальд Форбс; (ум. 1900), шотландский военный корреспондент.
- 1820 — Александр Картрайт (ум. 1892), американский спортивный деятель, создатель правил бейсбола.
- 1837 — Джон Пирпонт Морган (ум. 1913), американский финансист, промышленник, создатель компании General Electric.
- 1841 — Александр Герд (ум. 1888), российский педагог, основоположник методики преподавания естествознания.
- 1855 — Семён Венгеров (ум. 1920), русский критик, историк литературы, библиограф и редактор.
- 1857 — Александр Баттенберг (ум. 1893), первый правитель независимой от османского господства Болгарии (1879—1886).
- 1866 — Эрнест Старлинг (ум. 1927), английский физиолог, основатель английской школы физиологов, введший термин гормон.
- 1874 — Михаил Дитерихс (ум. 1937), российский военачальник, деятель Белого движения.
- 1882 — Вячеслав Липинский (ум. 1931), украинский историк, политолог, дипломат, сподвижник гетмана Скоропадского.
- 1884 — Василий Каменский (ум. 1961), русский советский поэт-футурист, прозаик, художник, авиатор.
- 1885 — Карен Бликсен (ум. 1962), датская писательница.
- 1893 — Фаина Шевченко (ум. 1971), актриса театра и кино, народная артистка СССР.
- 1894 — Борис Щукин (ум. 1939), актёр театра и кино, театральный режиссёр, педагог, народный артист СССР.
- 1897
  - Харальд Северуд (ум. 1992), норвежский композитор.
  - Торнтон Уайлдер (ум. 1975), американский писатель-прозаик, драматург и эссеист, лауреат Пулитцеровской премии.
- 1899 — Ольга Жизнева (ум. 1972), актриса театра и кино, народная артистка РСФСР.

### XX век
- 1902 — Хайме Торрес Бодет (ум. 1974), мексиканский поэт, прозаик, эссеист, общественный и политический деятель.
- 1903
  - Николай Набоков (ум. 1978), американский композитор российского происхождения.
  - Григорий Пятигорский (ум. 1976), американский виолончелист российского происхождения.
- 1910 — Эленио Эррера (ум. 1997), аргентинский и французский футболист и тренер
- 1911 — Эрве Базен (Жан-Пьер Мари Эрве-Базен; ум. 1996), французский писатель, президент Академии Гонкуров (с 1973).
- 1912 — Марта Эггерт (ум. 2013), венгерская и американская певица и актриса.
- 1918 — Уильям Холден (наст. имя Уильям Франклин Бидл-мл.; ум. 1981), американский киноактёр, обладатель «Оскара».
- 1919 — Чавела Варгас (урожд. Исабель Варгас Лисано; ум. 2012), мексиканская певица.
- 1920 — Эдмонда Шарль-Ру (ум. 2016), французская писательница, журналистка.
- 1923 — Линдсей Андерсон (ум. 1994), английский режиссёр театра, кино и телевидения, кинокритик, обладатель «Оскара».
- 1928 — Синтия Озик, американская писательница.
- 1929
  - Джеймс Ласт (наст. имя Ганс Ласт; ум. 2015), немецкий композитор, аранжировщик и дирижёр.
  - Юзеф Пиньковский (ум. 2000), польский политик, экономист, глава правительства ПНР (1980—1981).
- 1934 — Алексей Сахаров (ум. 1999), кинорежиссёр и сценарист, народный артист РСФСР.
- 1940 — Валерий Рубинчик (ум. 2011), советский, российский и белорусский кинорежиссёр и сценарист.
- 1941 — Александра Дорохина (ум. 2019), советская и российская актриса театра и кино.
- 1942 — Дэвид Брэдли, английский актёр театра и кино.
- 1946 — Георг Келер (ум. 1995), немецкий биолог и иммунолог, лауреат Нобелевской премии (1984).
- 1948 — Ян Хаммер, чешско-американский джазовый композитор и пианист.
- 1951
  - Оливия Хасси, английская актриса кино и телевидения.
  - Хорст Хрубеш, немецкий футболист, чемпион Европы (1980), обладатель Кубка европейских чемпионов (1982/83)
- 1952 — Желько Ражнатович (ум. 2000), сербский военный и политический деятель, бизнесмен, криминальный авторитет.
- 1954 — Риккардо Патрезе, итальянский автогонщик, вице-чемпион мира в классе «Формула-1» (1992).
- 1957 — Африка Бамбата (наст. имя Кевин Донован), американский диджей, певец, автор песен, один из основателей хип-хопа.
- 1959
  - Шон Бин, британский актёр, лауреат премии «Эмми».
  - Елена Гагарина, российский искусствовед, генеральный директор музея-заповедника «Московский Кремль».
- 1961 — Игорь Тихомиров, советский и российский рок-музыкант, бас-гитарист групп «Кино», ДДТ и «Джунгли».
- 1964
  - Андрей Борисенко, российский лётчик-космонавт, Герой России.
  - Кен Данейко, канадский хоккеист.
  - Лела Рошон, американская актриса кино («Преступные связи», «Взрыватель» и др.) и телевидения.
- 1966
  - Евгений Белошейкин (покончил с собой в 1999), советский хоккеист (вратарь), чемпион мира (1986) и Олимпийских игр (1988).
  - Викрам, индийский актёр.
- 1968
  - Валерия (урожд. Алла Перфилова), эстрадная певица, народная артистка России.
  - Адам Маккей, американский кинорежиссёр, продюсер, сценарист, лауреат премий «Оскар», BAFTA и «Эмми».
- 1971 — Клэр Суини, английская актриса, певица и телеведущая.
- 1972 — Дженнифер Гарнер, американская актриса и продюсер, обладательница премии «Золотой глобус» («Сорвиголова» и «Электра»).
- 1974 — Виктория Бекхэм, английская певица, автор песен, танцовщица, модель, актриса, дизайнер.
- 1976
  - Моне Мазур, американская актриса, модель и музыкант.
  - Владимир Самсонов, белорусский игрок в настольный теннис, многократный чемпион Европы.
- 1977
  - Анастасия Макаревич, российская певица, музыкант, бывшая солистка группы «Лицей».
  - Чэд Хедрик, американский конькобежец, олимпийский чемпион на дистанции 5000 м (2006), многократный чемпион мира по бегу на роликах.
- 1979 — Эрик Брюэр, канадский хоккеист, олимпийский чемпион (2002).
- 1985
  - Кристоф Вильке, немецкий спортсмен, олимпийский чемпион в академической гребле.
  - Руни Мара, американская актриса кино, телевидения и озвучивания.
  - Жо-Вильфрид Тсонга, французский теннисист, бывшая пятая ракетка мира.
- 1987 — Жаклин Макиннес Вуд, канадская телевизионная актриса.

XXI век
- 2001 — Син Рюджин, южнокорейская певица, рэпер и танцор.

## Скончались

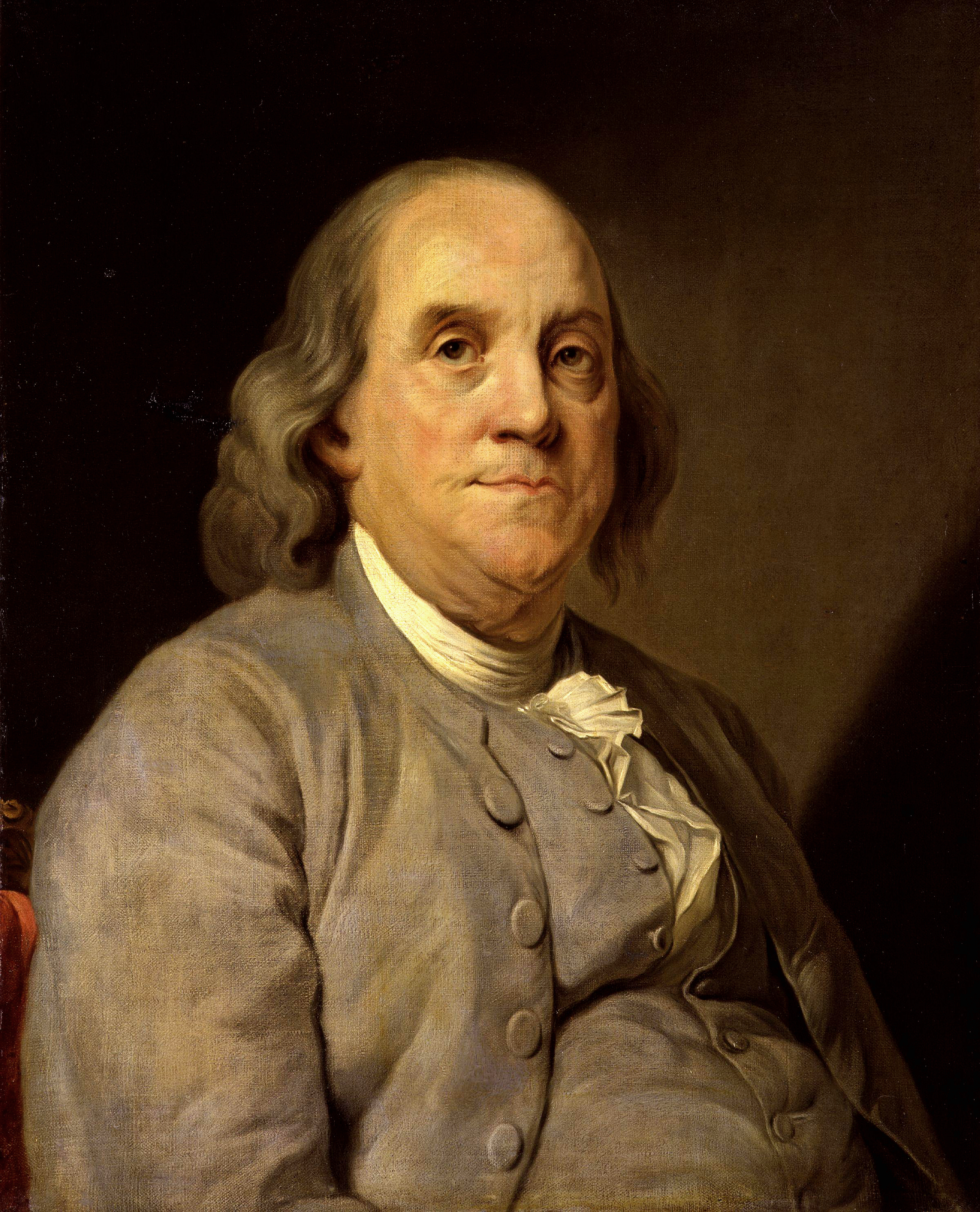
Бенджамин Франклин

См. также: Категория:Умершие 17 апреля

### До XIX века
- 485 — Прокл Диадох (р. 412), древнегреческий философ.
- 1696 — Мадам де Севинье (р. 1626), французская писательница, автор знаменитых «Писем».
- 1742 — Арвид Горн (р. 1664), шведский военный и государственный деятель, граф.
- 1790 — Бенджамин Франклин (р. 1706), американский просветитель, государственный деятель, учёный.
- 1799 — граф, затем светлейший князь Александр Безбородко (р. 1747), русский государственный деятель, дипломат, канцлер.

### XIX век
- 1808 — Иван Старов (р. 1745), русский архитектор.
- 1831 — Дмитрий Сенявин (р. 1763), русский флотоводец, адмирал.
- 1835 — Иван Мартос (р. 1754), российский скульптор-монументалист.
- 1859 — Михаил Рейнеке (р. 1801), русский учёный-гидрограф, вице-адмирал.
- 1873 — Семён Гулак-Артемовский (р. 1813), украинский и русский оперный певец (баритон), композитор, драматург.
- 1895 — Хорхе Исаакс (р. 1837), колумбийский политик, военный деятель и писатель.

### XX век
- 1908 — Радханатх Рай (р. 1848), индийский поэт, писатель, драматург.
- 1911 — Мина (в миру Михаил Ефимович Шустов), архимандрит Никольского единоверческого монастыря в Москве, миссионер.
- 1919 — Виктор Обнорский (р. 1851), революционер, один из руководителей первых в России политорганизаций рабочих.
- 1928 — убиты преподобномученики РПЦ:
  - Вениамин (в миру Василий Васильевич Кононов; р. 1868), архимандрит Антониево-Сийского мужского монастыря;
  - Никифор (в миру Николай Иванович Кучин), иеромонах Антониево-Сийского мужского монастыря.
- 1930 — Александр Головин (р. 1863), русский советский художник, сценограф, декоратор, народный артист Республики.
- 1933 — Константин Марджанов (р. 1872), российский и советский режиссёр театра и кино, основоположник грузинского театра.
- 1942
  - Жан Батист Перрен (р. 1870), французский физик, лауреат Нобелевской премии (1926).
  - Дмитрий Ушаков (р. 1873), русский филолог, составитель 4-томного «Толкового словаря русского языка» (вып. 1940).
- 1953 — Владимир Хенкин (р. 1883), актёр, народный артист РСФСР.
- 1959 — Борис Ширяев (р. 1887), русский писатель-прозаик и публицист «второй волны» изгнания.
- 1960 — Эдди Кокран (р. 1938), американский певец, композитор и гитарист раннего рок-н-ролла.
- 1963 — Степан Шутов (р. 1902), советский танкист, командир 20-й гвардейской танковой бригады, Герой Советского Союза.
- 1970
  - Алексий I (в миру Сергей Владимирович Симанский; р. 1877), патриарх Московский и всея Руси (1945—1970).
  - Павел Луспекаев (р. 1927), актёр театра, кино и телевидения, заслуженный артист РСФСР.
- 1974 — Герберт Элуэлл[англ.] (р. 1898), американский композитор, музыкальный критик.
- 1975 — Ирма Яунзем (р. 1897), певица (меццо-сопрано), педагог, народная артистка РСФСР.
- 1976 — Хенрик Дам (р. 1895), датский биохимик и физиолог, нобелевский лауреат по физиологии и медицине (1943).
- 1983 — Гликерия Богданова-Чеснокова (р. 1904), актриса театра и кино, звезда оперетты, народная артистка РСФСР.
- 1984 — Клод Прово (р. 1933), канадский хоккеист, игрок НХЛ, многократный обладатель Кубка Стэнли.
- 1988 — Исаак Яглом (р. 1921), советский геометр, автор популярных книг по математике.
- 1989 — Анатолий Граник (р. 1918), советский режиссёр игрового, документального и научно-популярного кино, сценарист.
- 1993 — Николай Крюков (р. 1915), актёр театра и кино, заслуженный артист РСФСР.
- 1994 — Роджер Уолкотт Сперри (р. 1913), американский нейробиолог, лауреат Нобелевской премии по медицине (1981).
- 1997
  - Хаим Герцог (р. 1918), израильский политик, 6-й президент государства Израиль (1983—1993).
  - Аскад Мухтар (р. 1920), узбекский советский писатель, поэт, переводчик.
- 1998 — Линда Маккартни (р. 1941), американская певица, писательница и фотограф, супруга Пола Маккартни.
- 2000
  - Пётр Глебов (р. 1915), актёр театра и кино, народный артист СССР.
  - Николай Соколов (р. 1903), советский художник, член коллектива «Кукрыниксы».

### XXI век
- 2003 — убит Сергей Юшенков (р. 1950), российский политик, депутат Госдумы.
- 2008 — Михаил Танич (р. 1923), советский и российский поэт-песенник, народный артист РФ.
- 2013 — Дина Дурбин (наст. имя Эдна Мэй Дурбин; р. 1921), канадская певица и киноактриса.
- 2014 — Габриэль Гарсиа Маркес (р. 1927), колумбийский писатель, лауреат Нобелевской премии (1982).
- 2015 — Виктор Коршунов (р. 1929), актёр театра и кино, театральный режиссёр, народный артист СССР.
- 2018 — Барбара Буш (р. 1925), супруга 41-го президента США Джорджа Буша-старшего.
- 2019 — Ирина Бржевская (р. 1929), эстрадная певица (сопрано), заслуженная артистка РСФСР.

## Народный календарь, приметы и фольклор Руси
Иосиф Песнопевец. Смотрины ольховые, Осип, Иосиф, Зосим.
- Название Песнопевец дано потому, что было подмечено, что на Иосифа начинает стрекотать сверчок и подавать голос журавль.
- В старину, на Руси выходили в этот день из домов, обращались к журавлям как к борцам со злом и защитникам от нечисти[10].
- Коли сверчок кричит — время пахать под рожь.
- Время зацветать ольхе[11].